# AVG PC TuneUp
AVG PC TuneUp, voorheen TuneUp Utilities, is een computerprogramma voor Windows ontworpen voor het beheren, onderhouden, optimaliseren, configureren en oplossen van problemen van een computersysteem. Het werd geproduceerd en ontwikkeld door TuneUp Software GmbH, met het hoofdkantoor in Darmstadt en mede-opgericht door Tibor Schiemann en Christoph Laumann in 1997. In 2011 kwam TuneUp Software in handen van AVG Technologies.
De laatste versie van AVG TuneUp is versie 2019. Het heeft functies voor het opschonen van de computer en ook het versnellen door het uitschakelen van allerlei opties in Windows.

## Functies
- Updatefunctie
- Uitschakelen en aanpassen van verschillende instellingen in Windows
- Computer opschonen (vergelijkbaar met CCleaner)
- Defragmenteren van de harde schijf.
- Gelijktijdige internetconnecties instellen.

## Besturingssystemen
De volgende tabel geeft een overzicht welke versies van TuneUp welke Windowsversie ondersteunen.
| Besturingssysteem                       | Eerste versie | Laatste versie |
| --------------------------------------- | ------------- | -------------- |
| Windows 95                              | 97            | 2003           |
| Windows 98                              | 97            | 2007           |
| Windows ME                              | 2003          | 2007           |
| Windows 2000                            | 2003          | 2008           |
| Windows XP met Service pack 1 of eerder | 2003          | 2008           |
| Windows XP met Service Pack 2 of later  | 2009          | 2013           |
| Windows XP Professional x64             | 2006          | 2013           |
| Windows Vista                           | 2007          | 2013           |
| Windows 7                               | 2009          | 2015           |
| Windows 8                               | 2012          | 2015           |
| Windows 10                              | 2015          |                |